# 阿爾維托·曼古埃爾

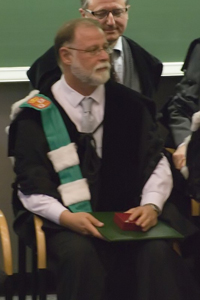
Alberto Manguel

阿爾維托·曼古埃爾（西班牙語：Alberto Manguel，1948年3月13日—），生於阿根廷布宜諾斯艾利斯，著名作家、翻譯家與編輯。

## 生平
曼古埃爾的父親是阿根廷駐以色列大使，他的童年在以色列渡過。1955年，曼古埃爾回到布宜諾斯艾利斯。16歲時，放學後在皮格馬利翁書店(Pygmalion)打工，因此在1964年認識了作家波赫士。當時波赫士眼睛已幾近全盲，他請幾個年輕人為他朗誦書籍內容，曼古埃爾是其中一人，在1964年至1968年間持續這個工作。
成年後，曼古埃爾曾從事記者和編輯工作，並開始寫作。1982年移民加拿大。2000年又移居法國。2016年至2018年曼古埃爾返回阿根廷，出任阿根廷國家圖書館館長。這是波赫士在1955年—1973年也曾擔任過的職位。

## 主要著作

### 小說
- 《異國的消息傳到了》(News from the Foreign Country Came)
- 《棕櫚樹下的史蒂文生》(Stevenson Under the Palm Trees)
- 《人人都是說謊家》(All Men Are Liars)

### 非小說
- 《想象地名私人词典》(The Dictionary of Imaginary Places, 1980)和Gianni Guadalupi合著
- 《閱讀地圖：一部人類閱讀的歷史》(A History of Reading, 1996)
- 《走進鏡之森林》(Into The Looking-Glass Wood, 1998)
- 《意象地圖》(Reading Picture: A History of Love & Hate, 2000)
- 《吉卜齡小傳》(Kipling: A Brief Biography for Young Adults, 2000)
- 《跟波赫士一起》(With Borges, 2004)
- 《閱讀日誌》(A Reading Dairy, 2004)
- 《深夜的圖書館》(The Library at Night, 2006)
- 《書中的秘境》（The City of Words, 2007）
- 《曼古埃爾論閱讀：從愛麗絲談起》（A Reader on Reading, 2010）

### 編選
- 《黑水：奇幻文學之書》(Black Water: The Book of Fantastic Literature)
- 《同時在森林的另一邊：同性戀小說選》(Meanwhile, In Another Part of the Forest: Gay Stories from Alice Munro to Yukio Mishima)
- 《天堂之門：情色短篇小說選》(The Gates of Paradise: The Anthology of Erotic Short Literature)